# Quai de l'Aisne
Le quai de l'Aisne est un quai longeant le canal de l'Ourcq à Pantin,.

## Situation et accès

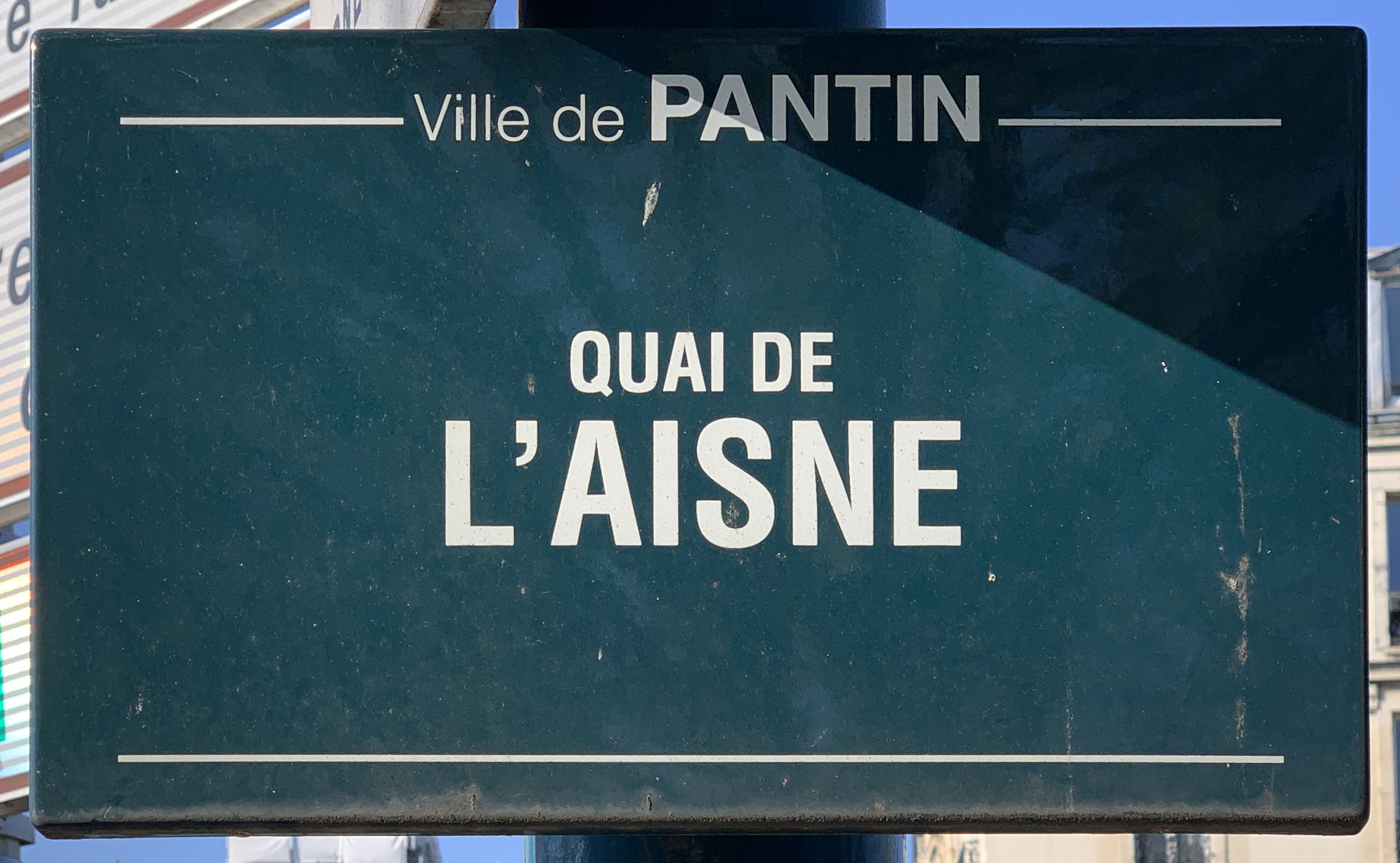
Plaque du Quai de l'Aisne.

Il joint le quai de l'Ourcq par l'avenue du Général-Leclerc (pont de la Mairie), la rue Delizy, et la passerelle de la Distillerie, du nom de la distillerie d´absinthe Delizy-Doisteau.
Il est prolongé vers l'est par l'ancien chemin de halage.

## Origine du nom
Il tient son nom du département de l'Aisne, vers lequel mène le canal.

## Historique
Comme pour le quai de l'Ourcq, la création de ce canal et du quai fait suite à la promulgation du décret du 29 floréal an X (19 mai 1802).

## Bâtiments remarquables et lieux de mémoire
- Mairie de Pantin.
- Centre national de la danse, ancienne cité administrative de la ville de Pantin, construite en 1972.
- Ancien bâtiment des douanes.